# Звездан Мисимович
Звездан Мисимович е босненски футболист, атакуващ полузащитник. Най-известен е като футболист на Волфсбург, с който печели шампионската титла на Германия през 2009 г. Има 84 мача и 25 гола за националния отбор на Босна и Херцеговина. Притежава и германско гражданство.

## Клубна кариера
Роден е и израснал в Германия. През 1996 г. става част от академията на Байерн Мюнхен, а през 2000 г. дебютира за Байерн Мюнхен II. Мисмимович е основен футболист в дублиращия тим, играещ в южната Регионаллига. За първия състав обаче записва само 3 двубоя в Бундеслигата и 1 за националната купа. В началото на сезон 2004/05 преминава в Бохум, за да получава повече игрова практика. През сезон 2005/06 вкарва 11 гола в 31 срещи и помага на отбора да спечели Втора Бундеслига. През 2007 г. подписва с Нюрнберг, а само сезон след това става част от Волфсбург. С екипа на „вълците“ Мисимович прави най-силните си двубои, а връзката му с нападателите Един Джеко и Графите е в основата на успехите на тима, спечелил шампионската титла през сезон 2008/09. Този сезон Мисимович записва 20 асистенции, което по това време е рекорд за Бундеслигата. През следващия сезон записва 31 мача и вкарва 10 гола. Записва и мачове в Шампионската лига.
През август 2010 г. преминава в Галатасарай. Там плеймейкърът не успява да се наложи, а след скандал с треньора Георге Хаджи е отстранен от първия тим. През март 2011 г. е продаден на руския Динамо Москва. Въпреки че записва силни двубои с екипа на „синьо-белите“, тимът не успява да спечели трофей. В началото на 2013 г. става част от китайския Пекин Ренхе. Печели Купата и Суперкупата на Китай.

## Национален отбор
Има мачове за юношеските национални отбори на Югославия, но впоследствие избира за играе за Босна и Херцеговина и дебютира на 18 февруари 2004 г. в контрола с Македония. Мисимович е важна част от отбора дълги години, а до 2008 г. е капитан. Помага на тима да се класира за първи път в историята си на Световно първенство през 2014 г. В Бразилия обаче Босна отпада в груповата фаза.

## Успехи
- Шампион на Германия – 2002/03, 2008/09
- Втора Бундеслига – 2005/06
- Купа на Китай – 2013
- Суперкупа на Китай – 2014